# 伍德森特勒斯 (密蘇里州)
伍德森特勒斯（英語：Woodson Terrace）是位於美國密蘇里州聖路易斯縣的城市。

## 人口
根據2020年美國人口普查的數據，伍德森特勒斯的面積為2.01平方千米，皆為陸地。當地共有人口3950人，而人口密度為每平方千米1,965人。